# Пољски равничарски овчар
Пољски равничарски овчар или Пољски низијски овчар је раса дугодлаких паса која се узгаја у Пољској.

## Историја расе
Познати у свом садашњем облику у Пољској најмање од 13. века, пољски равничарски овчари, према једној теорији коју заступа већина ентузијаста расе, потичу од мешавине локалних пољских паса и друге непознате расе која је некада била пореклом из Шкотске (и, можда још постоје), одакле их је у Пољску однео пољски трговац Казимир Грабски. Према овој верзији, Казимир Грабски је, када је био у Шкотској, пролазећи поред једне од фарми, видео псе који су одлично чували овце. Заменио је једног од житних парија власницима ових паса за шест јединки како би помогли његовим радницима (пастирима) да возе животиње које је купио у Пољску. Након тога, ови пси су укрштени са локалним расама, што је резултирало псима сличним брадатим колима. Добро су чували стада, због своје величине су могли да издрже и предаторе, али су пастирима били потребни мањи пси који не би плашили овце, јер су пси добијене расе, уместо да окупљају овце у једно стадо и помажу да их померају са једног места на друго, али су напротив били уплашени.
Према другој верзији, у коју је већина научника склона да верује, пољски равничарски овчар је добијен укрштањем расе мађарског овчара Пулија са другим пастирским псима, укључујући бергамаског овчара. Пољски овчари живели су и радили на пашњацима Пољске неколико векова, све док се у Европи крајем 19. и почетком 20. века није појавило снажно интересовање за нове расе паса. Убрзо је почео селективни узгој ове расе; Раса је приказана на изложби живине и паса, која је одржана у Варшави 1924. године. Одлучено је да се почне са регистрацијом расних пољских низијских овчара, али су то спречиле немачке трупе које су напале Пољску 1939. године. Због Другог светског рата није остало више од три расна представника ове расе. После рата било је неколико људи који су желели да обнове расу. Почео је тежак посао, који је крунисан успехом - 1957. године прве представнике обновљене расе увео је Пољски кинолошки савез (ПКЛ). ФЦИ је признао расу 1963. године, стандард заснован на карактеристикама Смокеа, пса чији је власник чланица тима за обнову расе, др Данута Хриниевиц. 1965. године представници новопризнате расе приказани су на Међународној изложби паса, где су их с правом ценили одгајивачи из целог света. Године 1989. осам љубитеља ове расе основали су амерички клуб Пољски Овцзарек Низини. Амерички кинолошки савез је 2001. године признао пољског низијског овчара као пасминску расу паса.

## Изглед
Пољски низијски овчар је мишићав пас са густом длаком. Двострука длака може бити било које боје или узорка, при чему су најчешће бела, сива и браон боје, са црним, сивим или смеђим мрљама. Поддлака је мекана и густа, док је длака груба, равна или таласаста, али не и коврџава. Коса око главе чини да глава изгледа мало већа.
Мужјаци су високи 45-50 цм, док су женке 42-47 цм. Мужјаци обично имају између 18 и 22 кг, а женке у просеку између 12 и 18 кг. Тело изгледа правоугаоно због обиља длака на грудима и леђима; Однос висине и дужине тела је у просеку 9:10 (пас висине 45 цм има дужину тела око 50 цм). Реп је обично веома кратак.

## Темперамент
Пољски низијски овчари су стабилни и самоуверени. Имају одличну меморију и могу бити добро обучени, али могу бити доминантни под слабовољним власником. Пољски равничарски овчари се добро прилагођавају разним окружењима и популарни су као пси пратиоци станара станова у њиховој родној Пољској. Захтевају умерену количину вежбања дневно.
Могу да се такмиче са другим расама у огледима агилности, послушности, флибал-у, праћењу и чувању стада. Инстинкти стада и способност учења могу се мерити коришћењем различитих тестова. Пољски овчари који показују добре овчарске инстинкте могу бити посебно обучени да се такмиче у огледима паса.

## Здравље
Генерално, пољски низијски овчари су веома здрава раса. Животиње треба прегледати на дисплазију кука и треба их прегледати на очне болести као што је ПРА (прогресивна атрофија мрежњаче) пре употребе за узгој. Пољски низински овчари захтевају исхрану са мало протеина. 
Старост равничарског овчара је од 10 до 12 година.